# Бруно Діта
Бруно Діта (алб. Bruno Dita, нар. 18 лютого 1993, Тирана, Албанія) — албанський футболіст, захисник, півзахисник клубу «Скендербеу».

## Клубна кар'єра
Народився 18 лютого 1993 року в місті Тирана. Вихованець футбольної школи клубу «Динамо» (Тирана). Дорослу футбольну кар'єру розпочав 2011 року в основній команді того ж клубу, в якій провів один сезон, взявши участь у 12 матчах чемпіонату. 
Своєю грою за цю команду привернув увагу представників тренерського штабу клубу «Беса», до складу якого приєднався 2012 року. Відіграв за команду з Каваї наступні два сезони своєї ігрової кар'єри. Більшість часу, проведеного у складі «Беси», був основним гравцем команди.
2014 року уклав контракт з клубом «Теута», у складі якого провів наступні три роки своєї кар'єри гравця. Граючи у складі «Теути» також здебільшого виходив на поле в основному складі команди.
До складу клубу «Скендербеу» приєднався 2017 року, підписавши дворічний контракт.

## Виступи за збірні
2008 року дебютував у складі юнацької збірної Албанії, взяв участь в 11 іграх на юнацькому рівні.
Протягом 2012–2013 років залучався до складу молодіжної збірної Албанії. На молодіжному рівні зіграв у 4 офіційних матчах.

## Статистика виступів

### Статистика клубних виступів
| Сезон             | Команда           | Чемпіонат         | Чемпіонат | Чемпіонат | Національний кубок | Національний кубок | Національний кубок | Континентальні кубки | Континентальні кубки | Континентальні кубки | Інші змагання | Інші змагання | Інші змагання | Усього | Усього |
| Сезон             | Команда           | Ліга              | Ігор      | Голів     | Ліга               | Ігор               | Голів              | Ліга                 | Ігор                 | Голів                | Ліга          | Ігор          | Голів         | Ігор   | Голів  |
| ----------------- | ----------------- | ----------------- | --------- | --------- | ------------------ | ------------------ | ------------------ | -------------------- | -------------------- | -------------------- | ------------- | ------------- | ------------- | ------ | ------ |
| 2011–12           | «Динамо» (Тирана) | ЧА                | 12        | 0         | КА                 | 1                  | 0                  | -                    | -                    | -                    | -             | -             | -             | 13     | 0      |
| 2012–13           | «Беса» (Кавая)    | ЧА                | 25        | 2         | КА                 | 4                  | 1                  | -                    | -                    | -                    | -             | -             | -             | 29     | 3      |
| 2013–14           | «Беса» (Кавая)    | ЧА                | 29        | 2         | КА                 | 1                  | 0                  | -                    | -                    | -                    | -             | -             | -             | 30     | 2      |
| Усього «Беса»     | Усього «Беса»     | Усього «Беса»     | 54        | 4         |                    | 5                  | 1                  |                      | -                    | -                    |               | -             | -             | 59     | 5      |
| 2014–15           | «Теута»           | ЧА                | 31        | 4         | КА                 | 3                  | 0                  | -                    | -                    | -                    | -             | -             | -             | 34     | 4      |
| 2015–16           | «Теута»           | ЧА                | 26        | 5         | КА                 | 3                  | 0                  | -                    | -                    | -                    | -             | -             | -             | 29     | 5      |
| 2016–17           | «Теута»           | ЧА                | 24        | 1         | КА                 | 5                  | 1                  | ЛЄ                   | 0                    | 0                    | -             | -             | -             | 29     | 2      |
| Усього «Теута»    | Усього «Теута»    | Усього «Теута»    | 81        | 10        |                    | 11                 | 1                  |                      | 0                    | 0                    |               | -             | -             | 92     | 11     |
| 2017–18           | «Скендербеу»      | ЧА                | 0         | 0         | КА                 | 0                  | 0                  | ЛЄ                   | 0                    | 0                    | -             | -             | -             | 0      | 0      |
| Усього за кар'єру | Усього за кар'єру | Усього за кар'єру | 147       | 14        |                    | 17                 | 2                  |                      | 0                    | 0                    |               | -             | -             | 164    | 16     |

## Титули і досягнення

### Командні
- Володар Кубка Албанії (2):

«Скендербеу»: 2017-18
«Динамо» (Тирана): 2024-25
- Чемпіон Албанії (1):

«Скендербеу»: 2017-18
- Володар Суперкубка Албанії (1):

«Скендербеу»: 2018
- Чемпіон Північної Македонії (1):

«Шкендія»: 2020-21